# 40 Bank Street
40 Bank Street es un rascacielos en Heron Quays con vistas a los Docklands de Londres. Son 153 metros (502 pies) de altura, tiene 30 pisos y una superficie total de 634,000 pies cuadrados. El edificio fue diseñado por Cesar Pelli & Associates, y fue construido por Canary Wharf Contractors en 2003. El arquitecto ejecutivo fue Adamson Associates. A partir de 2023, el Consejo de Edificios Altos y Hábitat Urbano enumera 40 Bank Street como el 31.º edificio más alto de Londres y el 35.º edificio más alto del Reino Unido.

## Diseño y desarrollo
Durante una ola de desarrollo a principios de la década de 2000, 40 Bank Street se convirtió en uno de los primeros seis rascacielos que se construyeron en Canary Wharf después de One Canada Square (junto con 8 Canada Square, 25 Canada Square, One Churchill Place, 25 Bank Street y 10 Upper Bank Street). Inmediatamente al oeste de 40 Bank Street se encuentra 25 Bank Street, un rascacielos de la misma altura, mientras que al este hay un edificio más bajo, 50 Bank Street, que coincide con el estilo de 40 Bank Street. Estos tres últimos edificios fueron diseñados por Pelli y están conectados por jardines de invierno de cristal  40 Bank Street conecta con Jubilee Place, un centro comercial subterráneo.
40 Bank Street es la más esbelta de las tres torres construidas especulativamente por Canary Wharf Group en Heron Quays (las otras son 25 Bank Street y One Churchill Place). Mientras que 25 Bank Street fue diseñado en estilo internacional, 40 Bank Street es una estructura modernista. El edificio tiene ventanas espaciadas uniformemente delimitadas por una fachada de piedra de color claro, que recuerda a los edificios de estilo de los años 80 de la zona, excepto por una sección de vidrio que corre a lo largo del costado y hasta la parte superior de la estructura. La sólida fachada se une a los muros cortina de vidrio de tal manera que da la impresión de que se han fusionado dos edificios diferentes, un efecto que Pelli también empleó en el World Financial Center de la ciudad de Nueva York. Las ventanas están ligeramente empotradas en la fachada, dando la ilusión, con determinadas luces, de que son aberturas huecas. La proporción entre las aberturas de las ventanas a lo largo del muro cortina se eligió para enfatizar la altura del edificio.
La construcción en 40 Bank Street comenzó en 2000 y se completó en 2003. Los muros cortina fueron fabricados por Permasteelisa. En 2023, Canary Wharf Group completó las renovaciones del vestíbulo, incluidas actualizaciones de seguridad.

## Ocupantes
Los inquilinos originales en 40 Bank Street eran Allen & Overy y Skadden, Arps, Slate, Meagher & Flom. Skadden, después de consultar con JLL, dejó 40 Bank Street en 2021 y se mudó a 22 Bishopsgate. Allen & Overy probó conceptos de espacio de trabajo en 40 Bank Street antes de su expansión a Bishops Square. Allen & Overy subarrendará dos pisos del edificio en 2013, a £ 35 por pie cuadrado.
En 2022, Canary Wharf Group comenzó a ofrecer espacio de oficinas completamente equipado en 40 Bank Street, siendo Citibank su primer cliente. En 2023, HVIVO, un grupo de investigación especializado en ensayos en humanos, firmó un contrato de arrendamiento de diez años para 39.000 pies cuadrados de espacio para oficinas en 40 Bank Street.